# Mervyn Herbert Nevil Story-Maskelyne
Pour les articles homonymes, voir Nevil Maskelyne (homonymie).
Mervyn Herbert Nevil Story-Maskelyne (3 septembre 1823 - 20 mai 1911) est un minéralogiste, photographe et politicien britannique.

## Biographie
Maskelyne est le fils de Margaret Maskelyne (1786-1858) et d'Anthony Mervyn Story. Son grand-père maternel est l'astronome Nevil Maskelyne (1732-1811). Il se marie avec Thereza Llewelyn (1834-1926) en 1858, son épouse s'intéresse à la photographie et à l'astronomie.
Après avoir étudié à Wadham College avec William Buckland il enseigne la minéralogie et la chimie à l'université d'Oxford à partir de 1851. Il devient professeur de minéralogie dans cette université de 1856 à 1895. De 1857 à 1880 il est conservateur du département de minéralogie du British Museum dont il organise et étend les collections. Il publie un catalogue des-dites collections en 1853 et un guide en 1868.
Maskelyne est aussi un pionnier de la photographie tout comme son beau-père. Il est membre du parlement britannique de 1880 à 1892. Il est élu membre de la Royal Society en 1870. La Geological Society of London lui décerne la médaille Wollaston en 1893.
Le minéral maskelynite porte son nom, on le trouve dans des météorites.

## Publications
- A guide to the collection of minerals, 1862
- Mineralogical notes, 1863
- Index to the collection of minerals: with references to the table cases in which the species to which they belong are exhibited at the British Museum, 1866
- Mineralogical notices, 1871
- Crystallography un traité sur la morphologie des cristaux, 1895 (Kessinger Publishing janvier 2008  (ISBN 0-548-82536-X))